# Lazaruspoortje

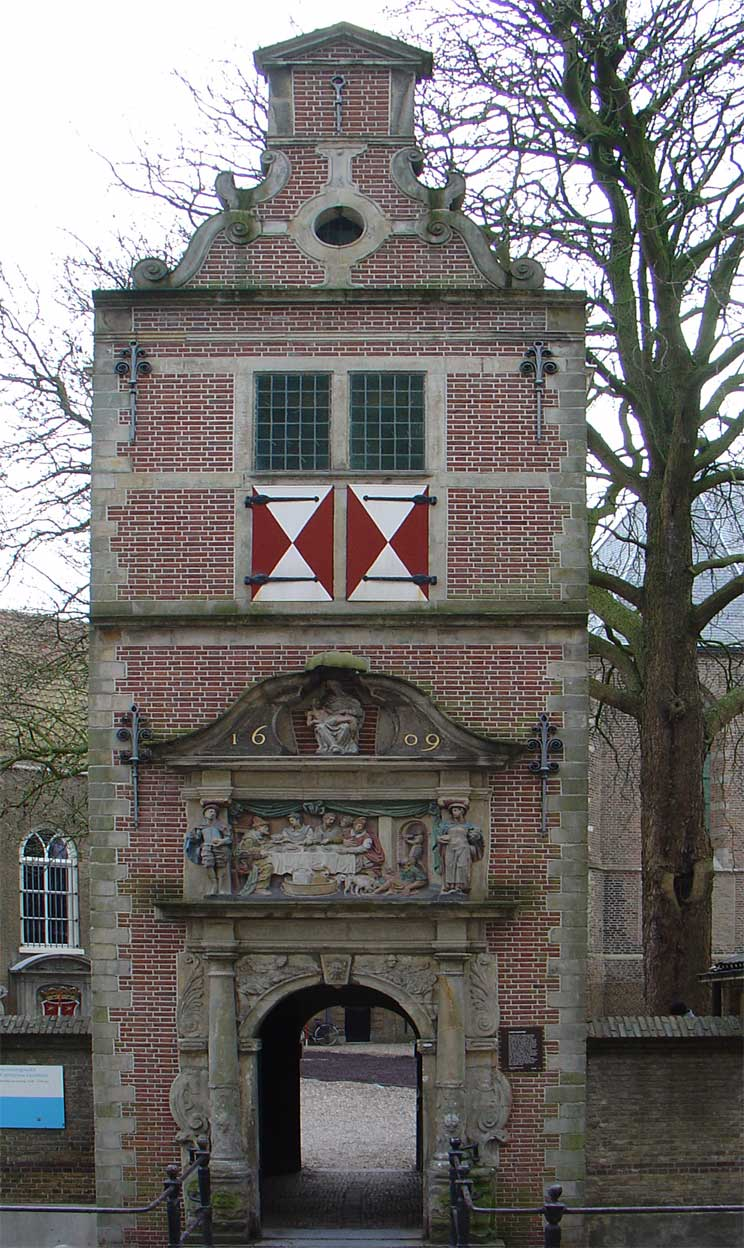
Het Lazaruspoortje bij de ingang van de tuin van het museum in Gouda

Het Lazaruspoortje is in 1609, waarschijnlijk door de Goudse stadsbeeldhouwer Gregorius Cool, gemaakt als toegangspoort voor het toenmalige leprozenhuis aan de Gouwe in de Nederlandse stad Gouda.

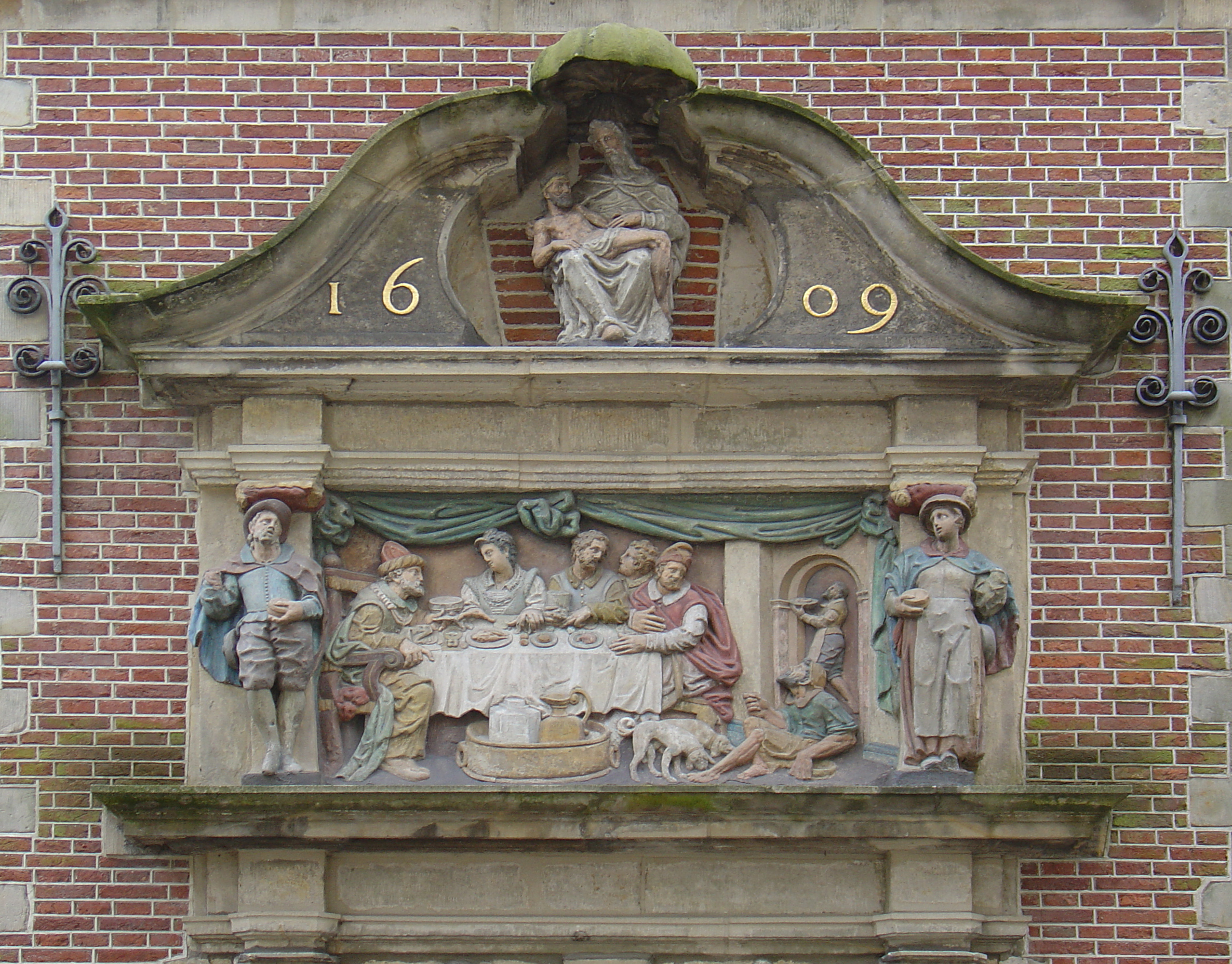
De gelijkenis van de rijke man en de arme Lazarus op het Lazaruspoortje

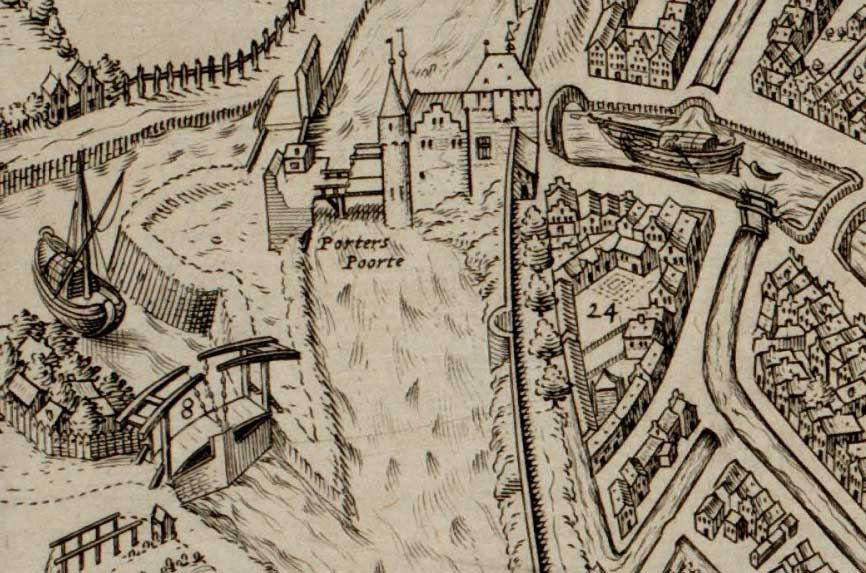
Nr. 24 het voormalige nonnenklooster St. Marie, het leprozenhuis (fragment van een kaart uit 1585)

Aanvankelijk bevond het leprozenhuis zich buiten de Potterspoort van Gouda aan de Wachtelstraat. In 1579 werd het voormalige Sint-Mariaconvent aan de Gouwe, binnen de stadsmuren, bestemd voor de opvang van melaatsen (zie afbeelding). In 1609 werd het poortje gemaakt aan het Rotterdamse Veer (sinds 1960 Nonnenwater geheten), dat de toegang verschafte tot het daar achter gelegen leprozenhuis aan de Gouwe.
De afbeelding op het poortje toont de gelijkenis van de rijke man en de arme Lazarus (Lucas 16:19-31). Lazarus vraagt om kruimels te mogen eten die overschieten van de maaltijd van een rijke man. Hij krijgt echter slechts de zorg van honden, die zijn zweren likken. De man en de vrouw ter weerszijden van deze afbeelding zijn leprozen met een lazarusklepper en een aalmoezenschaaltje in hun hand. Daarboven een afbeelding van Lazarus, na zijn dood, in de schoot van Abraham. Lazarus werd de beschermheilige van de melaatsen.
Het poortje werd in 1940 afgebroken vanwege de uitbreiding van het gemeentelijk energiebedrijf. In 1964 werd het herbouwd op de huidige plaats aan Achter de Kerk. Het vormt thans de toegang tot de tuin van Museum Gouda.